# 小行星7463
小行星7463（7463 Oukawamine）是一颗围绕太阳公转的小行星。1985年9月20日，關勉在藝西天文台发现了此天体。
該小行星以日本四國山地的大川嶺命名。
这颗小行星的绝对星等为348.99337等。